# Xanthosomnium
Xanthosomnium é um gênero monotípico de vespas pertencentes à família Ichneumonidae. A única espécie é Xanthosomnium froesei.
A espécie pode ser encontrada na América Central.